# Lovestruck!
Lovestruck! es el cuarto EP del grupo femenino surcoreano Kep1er, que fue lanzado el 10 de abril de 2023 por Wake One Entertainment y Swing Entertainment, y distribuido por Stone Music. El miniálbum contiene cinco canciones, incluyendo el sencillo principal titulado «Giddy»,

## Antecedentes y lanzamiento
El 2 de marzo de 2023, se anunció que Kep1er tendría un nuevo regreso musical el 10 de abril de 2023, en lo que sería su siguiente lanzamiento en Corea del Sur en seis meses desde la publicación de su tercer miniálbum Troubleshooter en octubre de 2022.
El 20 de marzo de 2023 a la medianoche (KST), Kep1er anunció a través de sus redes sociales oficiales mediante un póster promocional el lanzamiento confirmado de su cuarto miniálbum bajo el título de Lovestruck!.

## Lista de canciones
| CD / Descarga digital |                    |                                                                          | |                                           |          |  |
| N.º                   | Título             | Letras                                                                   | Música | Arreglos                                  | Duración |  |
| 1.                    | «Giddy»            | 황유빈 (VERYGOODS)                                                       | STAINBOYS (Room01), Alina Smith (LYRE), Annalise Morelli (LYRE), Gino Barletta, Justin Reinstein, Anna Timagren, Charlotte Wilson, JJean, lsa Guerra | STAINBOYS (Room01)                        | 3:04     |  |
| 2.                    | «LVLY»             | danke, Liljune (153/Joombas), Zays (153/Joombas)                         | 박우상 (Park Woo Sang), Sophia Brennan, Elle Campbe                                                                                                  | 박우상 (Park Woo Sang)                    | 3:19     |  |
| 3.                    | «Back to the City» | JulY (VERYGOODS), 최지윤 (153/Joombas), 이수정 (VERYGOODS), Janey (MUMW) | Justin Reinstein, JJean | Justin Reinstein                          | 3:20     |  |
| 4.                    | «Why»              | 김수윤 (Kim Su-yun)                                                      | 박수석 (Park Soo Suk), 서지은 (Seo Jieun), Moon Kim (Room01)                                                                                         | 박수석 (Park Soo Suk), 서지은 (Seo Jieun) | 3:01     |  |
| 5.                    | «Happy Ending»     | 박우상 (Park Woo Sang)                                                   | 박우상 (Park Woo Sang), Livy | 박우상 (Park Woo Sang)                    | 2:58     |  |
| 15:43                 |                    |                                                                          | |                                           |          |  |

## Historial de lanzamiento
| Región        | Fecha               | Formato                     | Sello discográfico                                       |
| ------------- | ------------------- | --------------------------- | -------------------------------------------------------- |
| Varios        | 10 de abril de 2023 | descarga digital, streaming | Wake One Entertainment, Swing Entertainment, Stone Music |
| Corea del Sur | 10 de abril de 2023 | CD                          | Wake One Entertainment, Swing Entertainment, Stone Music |